# Wybory parlamentarne w Czarnogórze w 2020 roku
Wybory parlamentarne w Czarnogórze w 2020 roku – wybory przeprowadzone 30 sierpnia 2020 w celu wyłonienia składu Zgromadzenia Czarnogóry.
Wybory planowane były na jesień 2020, ale prezydent Milo Đukanović (a zarazem lider rządzącej DPS) bez ustaleń z opozycją ogłosił ich przeprowadzenie w terminie sierpniowym. Głosowaniu towarzyszyły wybory lokalne w pięciu gminach: Budvie, Kotorze, Tivacie, Andrijevicy i Gusinje. Wyraźny wpływ na organizację wyborów miała pandemia koronawirusa, która utrudniała m.in. organizację masowych spotkań z wyborcami, szczególnie w początkowym okresie kampanii. W związku z tym agitacja prowadzona była przede wszystkim w Internecie, a także w wykorzystaniem nośników reklamowych w przestrzeni publicznej. Ostatecznie zarejestrowało się 11 list wyborczych. Główne spory w trakcie kampanii dotyczyły pytania o kontynuację władzy przez DPS oraz przyjętej w 2019 roku ustawy o wolności wyznania. Przeciwko partii rządzącej startowała koalicja Dla przyszłości Czarnogóry, koalicja Czarno na białym oraz koalicja Pokój jest naszym narodem, a także inne partie, w tym także komitety reprezentujące mniejszość boszniacką, albańską i chorwacką.
Wyniki wyborów prezentowały się następująco:
- Demokratyczna Partia Socjalistów - 35%, 30 mandatów;
- Dla przyszłości Czarnogóry - 32,5%, 27 mandatów;
- Pokój jest naszym narodem - 12,5%, 10 mandatów;
- Czarno na białym - 5,5%, 4 mandaty;
- Socjaldemokraci Czarnogóry - 3 mandaty;
- Partia Socjaldemokratyczna - 2 mandaty;
- komitety mniejszości narodowych - 5 mandatów.

Według obserwatorów OBWE wybory były wolne, jednak z uwagi na silną kontrolę instytucji państwa przez partię dotychczas rządzącą (DPS) miała ona zapewnioną przewagę. Samo głosowanie cieszyło się wyjątkowym zainteresowaniem - frekwencja wyniosła aż 76,6%, co stanowiło rekordowy wynik.